# پسوسنس یکم
پسوسِنس یکم (به انگلیسی: Psusennes I) با نام اصلی پاسباخا ان‌نوت (مصری باستان: pꜣ-sbꜣ-ḫꜥ-n-njwt) که با نام پسیب‌خانو نیز شناخته می‌شود، سومین فرعون دودمان بیست و یکم بود که میان سال‌های ۱۰۴۷ تا ۱۰۰۱ پیش از میلاد در تانیس فرمانروایی می‌کرد. پسوسنس صورت یونانی شدهٔ نام اصلی او به صورت پاسِب‌خائن‌نوئیت است که «ستاره‌ای که در شهر نمایان می‌شود» معنا می‌دهد. نام تاجی او آخِپِررَع سِتِپِن‌آمون به معنای «بزرگ است تجسد رع، برگزیده آمون» است.
پسوسنس پسر پینجم یکم و هنوت‌تاوی، دختر رامسس یازدهم از تنت‌آمون، است که با خواهر خود موت‌نجمت ازدواج کرد.

## یادداشت
1. ↑  Pasibkhanu
2. ↑  Pasebakhaenniut